# 罪の手ざわり
『罪の手ざわり』（つみのてざわり、原題: 天注定）は、ジャ・ジャンクー監督による2013年の中国映画。実際に中国で起きた犯罪事件を元に、山西省の炭鉱作業員、重慶出身の強盗、湖北省の風俗の受付係、広東省のナイトクラブの青年の、4つの物語が描かれる。
2013年にカンヌ国際映画祭コンペティション部門でプレミア上映され、脚本賞を受賞した。
キネマ旬報の2014年の外国映画ベストテンでは3位であった。
現在も中国では公開されていない。

## あらすじ
冒頭はバイクで故郷に帰るチョウが襲われた強盗を逆に射殺する。暫くしてトマトを乗せたトラックが倒れて、番をしているダーハイの横を通る。ダーハイは、山西省の村の炭鉱作業員だが、共同所有していた炭鉱を売られ怒っている。村長にも直談判しても相手にされず、自家用機で帰ってきた町の資本家に直談判すると逆に部下たちに滅多打ちにされる。入院したダーハイには口止め料が払われるが、諦め切れるものではない。仲間たちを説得できなかったダーハイは、「水滸伝」という任侠のお芝居を見て、猟銃を持ち、資本家たちを虐殺していく。
田舎に帰ってきたチョウは、息子とはなじめず、妻にも危険な仕事をしていることがばれており、安全な暮らしをと懇願されるが、チョウはなかなか言うことを聞かない。地元にもなじめず、再び町へ出て、富豪を射殺して鞄を奪う強盗を重ねる。
不倫の男性と別れたシャオユーは、別の町へ移り、そこで風俗の受付として働くが、町のヤクザに性的な行為を強要されて、果物ナイフでヤクザを殺し、自首する。
工場で雑談をしていたシャオホイは、金髪青年の事故を誘発してしまう。工場長から、働けなくなった金髪青年への支払いをシャオホイの給料から差し引くと言われて、工場を止めて、同じ町のナイトクラブにボーイとして勤める。そこで風俗行為をする女を好きになるのだが、彼女には３歳の子供がいることを知る。そんな時に金髪青年が、仲間と脅しに戻ってきて、シャオホイは飛び降り自殺をする。
山西省の村では、暫く経ってからのシャオユーが工場に勤めるためにやってくる。そこで任侠のお芝居を見て、涙するのであった。

## キャスト
- 炭鉱作業員ダーハイ - チアン・ウー
- 強盗チョウ - ワン・バオチャン
- 風俗サウナの受付シャオユー - チャオ・タオ
- 広東省の青年シャオホイ - ルオ・ランシャン